# NGC 6107
NGC 6107 (другие обозначения — UGC 10311, MCG 6-36-14, ZWG 196.24, KUG 1615+350C, PGC 57728) — эллиптическая галактика (E) в созвездии Северная Корона.
Этот объект входит в число перечисленных в оригинальной редакции «Нового общего каталога».